# Bhandara arta
Bhandara arta är en insektsart som beskrevs av Young 1986. Bhandara arta ingår i släktet Bhandara och familjen dvärgstritar. Inga underarter finns listade i Catalogue of Life.